# Glaciális

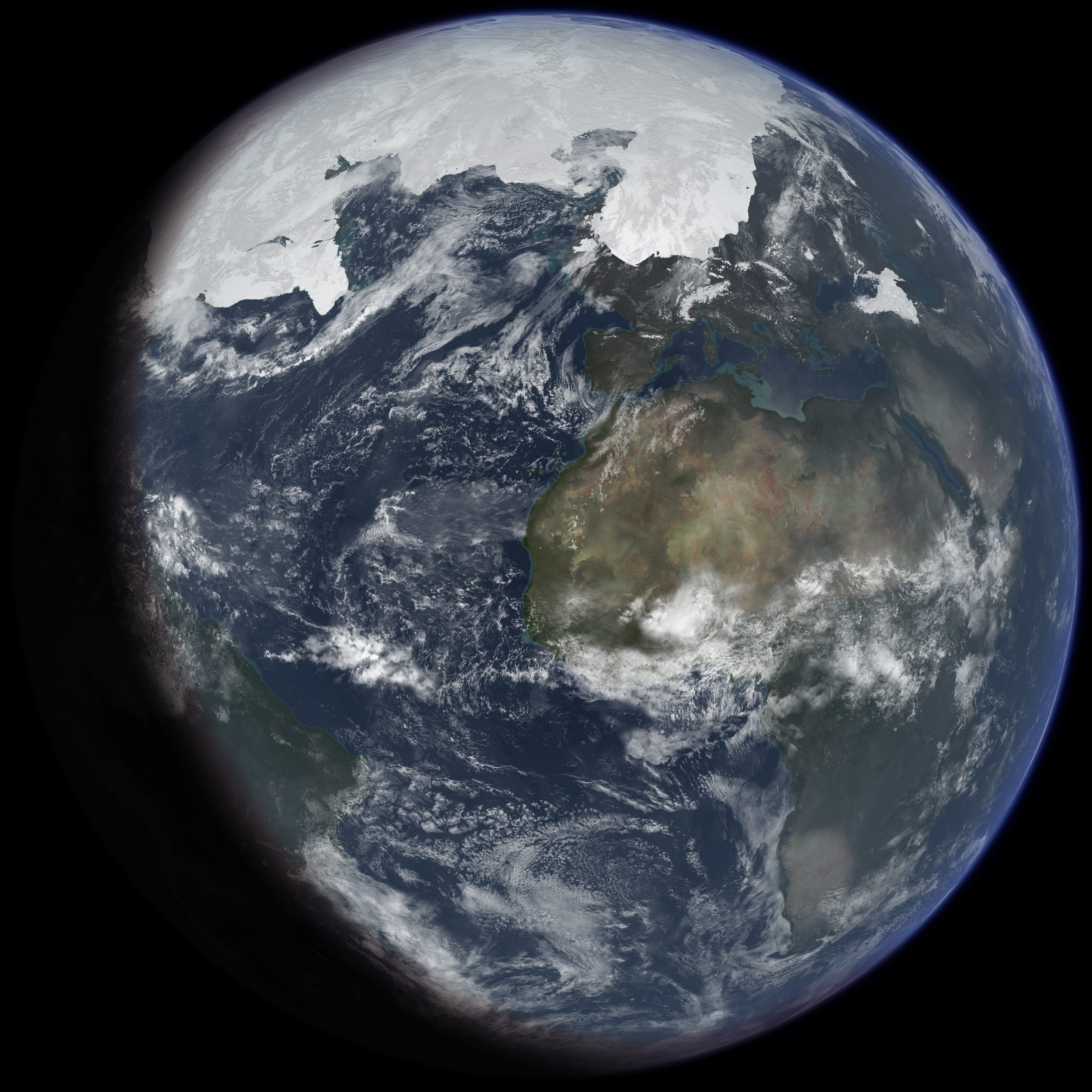
A Föld rekonstruált képe a legutóbbi jégkorszak glaciális maximumának idejéből (kb. 18 000 éve)

A glaciális egy eljegesedési időszakon belüli hidegebb éghajlatú periódus. A földi átlaghőmérséklet csökkenése jellemzi, ami által a sarki és kontinentális jégtakarók és a gleccserek területe nagy mértékben kiterjed. Magára az eljegesedési időszakra és az azon belüli glaciálisra is használatos a jégkorszak kifejezés.
Az eljegesedésekre jellemző a hidegebb és melegebb korszakok periodikus váltakozása. A glaciálisok közötti melegebb periódusok az interglaciálisok. Ezek alatt szintúgy fennáll az eljegesedés, azaz a sarki jégtakaró megléte, csupán a glaciálisokhoz képest melegszik fel az éghajlat.
Jelenleg a kainozoikumi eljegesedés interglaciálisában élünk (flandriai interglaciális). A legutóbbi glaciális nagyjából 10 000 éve fejeződött be.
A jégkorszakokon és jégkorszakközi korokon belül is vannak hidegebb időszakok és felmelegedések, úgynevezett stadiálisok és interstadiálisok. A legutóbbi stadiális kb. a 16-19. század közepe között volt, 1650 körül hőmérsékleti mélyponttal (az úgynevezett kis jégkorszak).

## A jégkorszakok kutatása

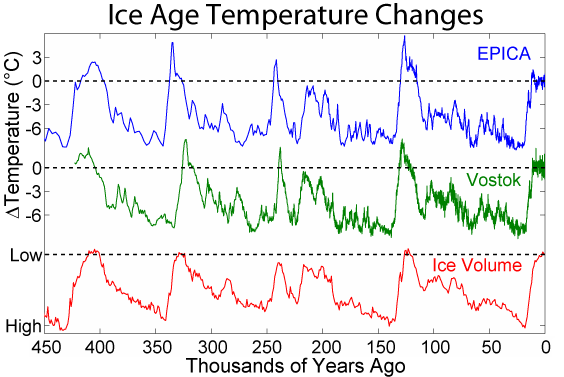
A glaciális és interglaciális korszakokhoz tartozó hőmérséklet és jégmennyiség adatok

A szén-dioxid, hőmérséklet és por értékei az antarktiszi Vosztok bázis jégfuratai alapján az utóbbi 400 000 évből

Az, hogy a múltban az Alpok gleccserei sokkal kiterjedtebbek voltak, ismert volt a népi leírásokban. Ilyen történetet mondott el egy favágó a német-svájci Jean de Charpentier geológusnak a svájci Grimsel-gleccserről. 1825 és 1833 között Charpentier bizonyítékot gyűjtött a történet alátámasztására.
Louis Agassiz - aki magára sokkal inkább mint terepen dolgozó geológusra gondolt, és nem mint egyetemi professzorra - már az 1820-as évektől kezdve járta a svájci Alpokat, és megfigyelte a völgyek jellegzetes alakját.
Azt tűnt fel neki, hogy a gleccservölgyek alakja U betűre hasonlított, aminek lapos volt az alja, míg a folyóké inkább V-re. Először azt gondolta, hogy a gleccserek mindig U alakú völgyekben alakulnak ki. Hamar rájött azonban, hogy maguk a gleccserek vájják ilyen alakúra a völgyeket. Észrevette, hogy a völgyek oldala mindig homorú, és vízszintes csíkok találhatók rajtuk, és ez sokszor a gleccser aljától tíz kilométerre is látható volt. A gleccserek aljában sokszor hatalmas vándorkövek voltak találhatók, amit semmilyen ismert erő vagy folyamat nem helyezhetett oda.
Agassiz rájött, hogy a szikladarabokat maguk a gleccserek tolták maguk előtt, ezek vájták és karcolták a völgyek oldalát, és a távoli múltban a gleccserek kiterjedése sokkal nagyobb volt, amint napjainkban.
Az 1830-as évek elején Angliába és Észak-Európába utazott. Ezeken a helyeken is megtalálta az U alakú völgyeket a vízszintes, karcolt csíkokkal és a hatalmas vándorkövekkel. Azonban ezekben a völgyekben nem voltak gleccserek. Ez megdöbbentette, és arra a felismerésre jutott, hogy ha helyes az az elképzelése, hogy az ilyen völgyeket gleccserek vájták ki, akkor azok a gleccserek valamikor a múltban sokkal kiterjedtebbek voltak, szinte egész Európát beborították. Ez forradalmi elmélet volt, amit bizonyítania kellett. Agassiz és fizetett asszisztensei ekkor két évet töltöttek az Alpok gleccsereinek felmérésével és dokumentálásával.
Amikor 1837-ben kiadta a saját megfigyelései alapján kidolgozott, a jégkorszakra vonatkozó elméletét a „Tanulmány a gleccserekről” (Étude sur les glaciers) című könyvében, a világ geológusai ámulatba estek. Korábban még soha nem gyűjtött össze geológus ennyi megfigyelési adatot elméletének alátámasztására. A közölt adatok annyira szerteágazóak és részletesek voltak, hogy elméletét szinte azonnal elfogadták, annak ellenére, hogy az radikálisan különbözött a korábbi elméletektől (amik azt állították, hogy a Föld hosszú ideje gyakorlatilag változatlan).
Elméletének magyarázatát, hogy mi okozza a jégkorszakok kialakulását, az 1920-as évektől kezdve Milutin Milanković alkotta meg.
A kevés ismeret birtokában kezdetben csak az utóbbi néhány ezer év eljegesedéseit, stadiális időszakait tanulmányozták, a korábbi jégkorszakok létezésére csak a 20. századi kutatások derítettek fényt.
A jégkorszakokról ma több forrásból is információt találnak, de a legfontosabb az Antarktisz jegéből kifúrt jégmag, amelynek legmélyebb részei 400 000 évesek, így ennyit vissza tudnak tekinteni a Föld légköri viszonyaira.

## A jégkorszak kialakulásának okai
A globális lehűlések kialakulásának okai viták alapját képezik, csakúgy mint a glaciális-interglaciális időszakok váltakozása.
A legelfogadottabb elmélet szerint a bolygó általános éghajlata három tényező kombinációjától függ:
- a légkör összetétele (általában azt mondják, főleg a szén-dioxid és metán mennyisége, de nagyon jelentős még a vízgőz)
- a kontinensek elhelyezkedése
- a bolygó pályájának vagy forgástengelyének megváltozása (Milanković-elmélet), esetleg a Nap helyzete a galaxisunkban

Az első tényező felelős leginkább a változásokért, főleg az első nagy globális lehűlés esetében volt így. A jégbolygó-elmélet szerint a késő proterozoikum időszakában bekövetkező rendkívül fagyos időjárás a szén-dioxid-szint megváltozása miatt következett be, a másik két faktor hasonlóan kedvezőtlen értéke mellett. A légkör hatásainak modellezése alkalmával legtöbbször nem veszik figyelembe a vízpára-vízgőz üvegházhatását, holott ez – jóval nagyobb mennyisége és koncentrációja miatt – sokkal jelentősebb hatású, mint a CO2 mennyisége.
Az Antarktisz területén levő szárazföldre bizonyosan szükség van egy globális lehűlés kialakulásához. Ezeken a jég és hó könnyebben alakul ki és marad meg, és ez megnöveli a Föld fényvisszaverő képességét (albedo) és ezzel további lehűlést von maga után. Ennél is sokkal fontosabb azonban, hogy a póluson elhelyezkedő szárazföld megakadályozza a tengeráramlatok szabályos hőkiegyenlítő folyamatait. A meleg áramlatok nem jutnak el alacsonyabb szélességekre, és nem szállítanak hőt oda, illetve a hideg visszaáramlás nem távolítja el a lehűlt vizet. A víznek sokkal nagyobb a hőkapacitása, mint a levegőnek, ezért a szelek nem szállíthatnak elegendő hőmennyiséget a pólusra. Ennek eredménye lesz a lehűlés, ami eztán pozitív visszacsatolással erősödik a megmaradó hó és a kisebb párolgás miatt kisebb mennyiségű vízpára miatt.
A Föld pályájának megváltozása valószínűleg nem annyira a globális lehűlésekre, hanem a glaciális-interglaciális időszakokra van hatással.

### Milanković-elmélet
A pálya- és forgástengely-változások és a Földre jutó napsugárzás közötti kapcsolatot Milutin Milanković írta le először.
Ez az elmélet figyelembe veszi a változó Nap-Föld távolságot, a Föld forgástengelyének ingását (precesszió), valamint forgástengely szögét, amelyek meghatározzák a Földre jutó napsugárzás mennyiségét.
A forgástengely pályával bezárt szöge határozza meg az évszakok közti különbség mértékét. Több kutató szerint a pálya és forgástengely változások nem elegendőek ahhoz, hogy elindítsanak vagy megszüntessenek egy glaciális időszakot, de a kapcsolódó láncfolyamatok (például szén-dioxid) megmagyarázhatják ennek lehetőségét.

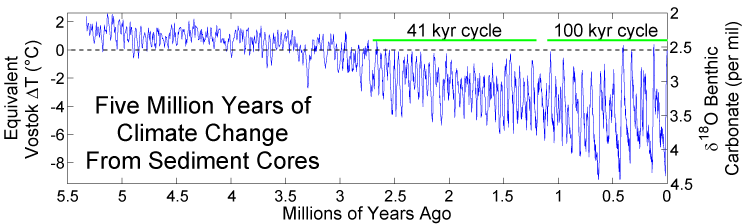
A glaciális és interglaciális időszakok váltakozása

A jelen korszak a leginkább ismert és megértett az összes közül. Az utóbbi 800 000 évben a glaciális ciklusok 100 000 évenként követik egymást, ami megfelel a Milanković-elméletnek. Körülbelül 400 000 éves az a jégmag, melyet fúrással ki lehet emelni és ezáltal meg lehet ismerni az akkor uralkodó légköri viszonyokat: a légkör összetételét, a hőmérsékletet és a jégtömeg mennyiségét. Ezen időszakon belül az interglaciális és glaciális korszakok annyira összeillenek a Milanković-elmélet által leírttal, hogy ezáltal el is fogadták azt.

### Egyéb elméletek
Egy másik kutató, William Ruddiman javasolt egy egyszerű modellt, amely egy gyenge 100 000 éves ciklusból (excentritás) és egy 23 000 éves ciklusból (precesszió) áll, kiegészítve az üvegházhatás által előidézett láncfolyamattal 41 000 és 23 000 évenként.
Egy másik teória Peter Huybersé, aki szerint a 41 000 éves ciklus a legfontosabb, de a Föld klimatikus viselkedése miatt csak minden második vagy harmadik ciklusból jön létre glaciális korszak. A 100 000 éves periódust azzal magyarázza, hogy az a 80 000 és 120 000 éves periódusok átfedése miatti kicsúcsosodás.
Ez az elmélet meglehetősen új, egyelőre széles körben nem elfogadott.

## A glaciális és interglaciális korok nevei
Az utolsó 2 millió évben (pleisztocén és holocén) a következő glaciális és interglaciális periódusok követték egymást. A listán lefelé haladva haladunk vissza az időben.
- Flandriai (interglaciális)
- Würm (glaciális)
- Eem (vagy Riss-Würm interglaciális)
- Riss (glaciális)
- Holstein (interglaciális)
- Mindel (glaciális)
- Cromer (interglaciális)
- Günz (glaciális)
- Waal (interglaciális)
- Eburon (glaciális)
- Tegelen (interglaciális)
- Brüggen (glaciális)

## A jégkorszakokhoz kötődő filmek
- A Barlangi Medve népe - (The Clan of the Cave Bear) 1986
- Deep Impact 2. – A becsapódás után - (P.I.: Post Impact) 2004
- Fagypont – Jégkorszak Miamiban - (Absolute Zero) 2005
- Holnapután - (The Day After Tomorrow) 2004
- Jégbefagyott ember - (Iceman) 1984
- Jégkorszak (film) - (Ice Age) 2002
- Jégkorszak 2. – Az olvadás – (Ice Age 2 – The Meltdown) 2006
- Jégkorszak 3. – A dínók hajnala - (Ice Age 3 - Dawn Of The Dinosaurs) 2009
- Jégkorszak 4. – Vándorló kontinens - (Ice Age 4 - Continental Drift) 2012
- Kőbunkó - (California Man) 1992
- Kőbunkó 2. – Kő egy asszony (Encino Woman) 1996
- Kvintett - (Quintet) 1979
- Mackótestvér - (Brother Bear) 2003
- Mackótestvér 2. - (Brother Bear 2.) 2006
- Utazás a távoli múltba - (Cesta do praveku) 1955
- I. e. 10 000 - (B.C. 10000) 2005